# Lonchocarpus orotinus
Lonchocarpus orotinus är en ärtväxtart som beskrevs av Henri François Pittier. Lonchocarpus orotinus ingår i släktet Lonchocarpus och familjen ärtväxter. Inga underarter finns listade i Catalogue of Life.